# Медаль «В память царствования Императора Николая I»
Медаль «В память царствования Императора Николая I» — государственная награда Российской империи.

## Основные сведения
Медаль «В память царствования Императора Николая I» — медаль Российской империи для награждения лиц, состоявших на службе в период правления Николая I. Медаль имела два варианта — серебряный и бронзовый. Медаль учреждена 30 апреля 1896 года по указу императора Николая II в ознаменование 100-летнего юбилея со дня рождения Николая I. Указ был объявлен военным министром П. С. Ванновским.

## Порядок вручения
Серебряной медалью награждались все офицеры и классные чины, находившиеся на действительной службе в период правления Николая I. Бронзовой медалью награждались все находившиеся на службе нижние чины. 1 февраля 1897 года право на награждение медалью предоставили также священнослужителям, артистам императорских театров, комнатной прислуге Николая I.

## Описание медали
Медали сделаны из серебра или светлой бронзы. Диаметр 28 мм. На лицевой стороне медали изображён портрет Николая I в профиль. Вдоль бортика по окружности располагалась надпись: «НИКОЛАЙ I ИМПЕРАТОРЪ И САМОД. ВСЕРОСС.». На оборотной стороне медали в центре в две строчки располагались даты правления Николая I: «1825» и «1855». Вдоль бортика дугой две надписи, разграниченные декоративными розетками: вверху — «ВЪ ПАМЯТЬ ЦАРЯ», внизу — «ВѢРОЮ ЕМУ ПОСЛУЖИВШИМЪ».
Основной тираж изготовлен на Санкт-Петербургском монетном дворе. Существуют варианты медали, что связано с тем, что допускалось изготовление медали частными мастерскими. Разные варианты могут несколько отличаться деталями изображения.

## Порядок ношения
Медаль имела ушко для крепления к колодке или ленте. Носить медаль следовало на груди. Лента медали — комбинированная Александровско-Владимирская.

## Изображение медалей
- Лента